# 11797 Warell
A 11797 Warell (ideiglenes jelöléssel 1980 FV2) a Naprendszer kisbolygóövében található aszteroida. Claes-Ingvar Lagerkvist fedezte fel 1980. március 16-án.